# Luigi Lupo
Luigi Lupo (Alessandria, 12 aprile 1904 – ...) è stato un calciatore italiano, di ruolo centrocampista.

## Carriera
Nella stagione 1922-1923 gioca in Prima Divisione con l'Alessandria, disputando 7 delle 22 partite totali del campionato di massima serie. In particolare, esordisce il 7 ottobre 1922, nella vittoria esterna per 2-0 sul campo della Novese campione d'Italia in carica.
Nella stagione 1929-1930 ha preso parte alla prima edizione del campionato di Serie B, nel quale ha realizzato 2 reti in 6 presenze con la maglia della Biellese.

## Statistiche

### Presenze e reti nei club
| Stagione        | Squadra         | Campionato      | Campionato | Campionato | Altre coppe | Altre coppe | Altre coppe | Totale | Totale |
| Stagione        | Squadra         | Comp            | Pres       | Reti       | Comp        | Pres        | Reti        | Pres   | Reti   |
| --------------- | --------------- | --------------- | ---------- | ---------- | ----------- | ----------- | ----------- | ------ | ------ |
| 1922-1923       | Alessandria     | Prima Divisione | 9          | 0          | -           | -           | -           | 9      | 0      |
| 1929-1930       | Biellese        | B               | 6          | 2          | -           | -           | -           | 6      | 2      |
| Totale carriera | Totale carriera | Totale carriera | 13         | 2          | -           | -           | -           | 13     | 2      |